# Eleições legislativas portuguesas de 1995 no distrito de Faro
| Eleições legislativas portuguesas de 1995 Distritos: Aveiro \| Beja \| Braga \| Bragança \| Castelo Branco \| Coimbra \| Évora \| Faro \| Guarda \| Leiria \| Lisboa \| Portalegre \| Porto \| Santarém \| Setúbal \| Viana do Castelo \| Vila Real \| Viseu \| Açores \| Madeira \| Estrangeiro |

## Resultados por Concelho
Os resultados nos concelhos do Distrito de Faro foram os seguintes:

### Albufeira
| Partido                 | Partido                        | Votos  | %               | +/-   |
| ----------------------- | ------------------------------ | ------ | --------------- | ----- |
|                         | Partido Socialista             | 5 459  | 48,25 / 100,00  | 19,03 |
|                         | Partido Social Democrata       | 3 715  | 32,84 / 100,00  | 22,98 |
|                         | Partido Popular                | 1 007  | 8,90 / 100,00   | 5,32  |
|                         | Coligação Democrática Unitária | 595    | 5,26 / 100,00   | 0,32  |
|                         | Outros                         | 270    | 2,39 / 100,00   |       |
| Votos Inválidos         | Votos Inválidos                | 267    | 2,36 / 100,00   | 0,45  |
| Total                   | Total                          | 11 313 | 100,00 / 100,00 |       |
| Eleitorado/Participação | Eleitorado/Participação        | 18 982 | 59,60 / 100,00  | 0,97  |

### Alcoutim
| Partido                 | Partido                        | Votos | %               | +/-   |
| ----------------------- | ------------------------------ | ----- | --------------- | ----- |
|                         | Partido Socialista             | 1 431 | 52,53 / 100,00  | 15,65 |
|                         | Partido Social Democrata       | 883   | 32,42 / 100,00  | 12,43 |
|                         | Coligação Democrática Unitária | 184   | 6,75 / 100,00   | 0,51  |
|                         | Partido Popular                | 87    | 3,19 / 100,00   | 1,46  |
|                         | Outros                         | 77    | 2,83 / 100,00   |       |
| Votos Inválidos         | Votos Inválidos                | 62    | 2,27 / 100,00   | 0,18  |
| Total                   | Total                          | 2 724 | 100,00 / 100,00 |       |
| Eleitorado/Participação | Eleitorado/Participação        | 4 201 | 64,84 / 100,00  | 0,28  |

### Aljezur
| Partido                 | Partido                        | Votos | %               | +/-   |
| ----------------------- | ------------------------------ | ----- | --------------- | ----- |
|                         | Partido Socialista             | 1 763 | 56,62 / 100,00  | 21,33 |
|                         | Partido Social Democrata       | 526   | 16,89 / 100,00  | 21,69 |
|                         | Coligação Democrática Unitária | 355   | 11,40 / 100,00  | 0,60  |
|                         | Partido Popular                | 221   | 7,10 / 100,00   | 5,06  |
|                         | PCTP/MRPP                      | 63    | 2,02 / 100,00   | 0,63  |
|                         | União Democrática Popular      | 32    | 1,03 / 100,00   | -     |
|                         | Outros                         | 68    | 2,18 / 100,00   |       |
| Votos Inválidos         | Votos Inválidos                | 86    | 2,76 / 100,00   | 0,95  |
| Total                   | Total                          | 3 114 | 100,00 / 100,00 |       |
| Eleitorado/Participação | Eleitorado/Participação        | 4 938 | 63,06 / 100,00  | 6,41  |

### Castro Marim
| Partido                 | Partido                        | Votos | %               | +/-   |
| ----------------------- | ------------------------------ | ----- | --------------- | ----- |
|                         | Partido Socialista             | 2 340 | 58,66 / 100,00  | 20,69 |
|                         | Partido Social Democrata       | 1 081 | 27,10 / 100,00  | 20,21 |
|                         | Coligação Democrática Unitária | 182   | 4,56 / 100,00   | 0,08  |
|                         | Partido Popular                | 174   | 4,36 / 100,00   | 2,48  |
|                         | União Democrática Popular      | 46    | 1,15 / 100,00   | -     |
|                         | Outros                         | 75    | 1,89 / 100,00   |       |
| Votos Inválidos         | Votos Inválidos                | 91    | 2,28 / 100,00   | 0,21  |
| Total                   | Total                          | 3 989 | 100,00 / 100,00 |       |
| Eleitorado/Participação | Eleitorado/Participação        | 5 914 | 67,45 / 100,00  | 1,70  |

### Faro
| Partido                 | Partido                        | Votos  | %               | +/-   |
| ----------------------- | ------------------------------ | ------ | --------------- | ----- |
|                         | Partido Socialista             | 14 551 | 48,74 / 100,00  | 16,27 |
|                         | Partido Social Democrata       | 8 502  | 28,48 / 100,00  | 20,10 |
|                         | Partido Popular                | 2 901  | 9,72 / 100,00   | 6,53  |
|                         | Coligação Democrática Unitária | 2 538  | 8,50 / 100,00   | 0,46  |
|                         | Outros                         | 796    | 2,67 / 100,00   |       |
| Votos Inválidos         | Votos Inválidos                | 566    | 1,90 / 100,00   | 0,41  |
| Total                   | Total                          | 29 854 | 100,00 / 100,00 |       |
| Eleitorado/Participação | Eleitorado/Participação        | 46 426 | 64,30 / 100,00  | 3,11  |

### Lagoa
| Partido                 | Partido                        | Votos  | %               | +/-   |
| ----------------------- | ------------------------------ | ------ | --------------- | ----- |
|                         | Partido Socialista             | 5 057  | 51,38 / 100,00  | 21,48 |
|                         | Partido Social Democrata       | 2 845  | 28,91 / 100,00  | 24,02 |
|                         | Partido Popular                | 772    | 7,84 / 100,00   | 5,43  |
|                         | Coligação Democrática Unitária | 704    | 7,15 / 100,00   | 0,46  |
|                         | Outros                         | 280    | 2,85 / 100,00   |       |
| Votos Inválidos         | Votos Inválidos                | 184    | 1,87 / 100,00   | 0,14  |
| Total                   | Total                          | 9 842  | 100,00 / 100,00 |       |
| Eleitorado/Participação | Eleitorado/Participação        | 14 587 | 67,47 / 100,00  | 2,95  |

### Lagos
| Partido                 | Partido                        | Votos  | %               | +/-   |
| ----------------------- | ------------------------------ | ------ | --------------- | ----- |
|                         | Partido Socialista             | 6 880  | 52,09 / 100,00  | 20,46 |
|                         | Partido Social Democrata       | 3 135  | 23,74 / 100,00  | 23,62 |
|                         | Coligação Democrática Unitária | 1 221  | 9,24 / 100,00   | 0,41  |
|                         | Partido Popular                | 1 207  | 9,14 / 100,00   | 6,56  |
|                         | PCTP/MRPP                      | 144    | 1,09 / 100,00   | 0,05  |
|                         | Outros                         | 312    | 2,36 / 100,00   |       |
| Votos Inválidos         | Votos Inválidos                | 309    | 2,34 / 100,00   | 0,09  |
| Total                   | Total                          | 13 208 | 100,00 / 100,00 |       |
| Eleitorado/Participação | Eleitorado/Participação        | 19 314 | 68,39 / 100,00  | 1,89  |

### Loulé
| Partido                 | Partido                        | Votos  | %               | +/-   |
| ----------------------- | ------------------------------ | ------ | --------------- | ----- |
|                         | Partido Socialista             | 12 409 | 44,87 / 100,00  | 16,00 |
|                         | Partido Social Democrata       | 10 561 | 38,18 / 100,00  | 20,27 |
|                         | Partido Popular                | 2 309  | 8,35 / 100,00   | 5,52  |
|                         | Coligação Democrática Unitária | 1 063  | 3,84 / 100,00   | 0,61  |
|                         | Outros                         | 657    | 2,37 / 100,00   |       |
| Votos Inválidos         | Votos Inválidos                | 659    | 2,38 / 100,00   | 0,27  |
| Total                   | Total                          | 27 658 | 100,00 / 100,00 |       |
| Eleitorado/Participação | Eleitorado/Participação        | 43 946 | 62,94 / 100,00  | 4,26  |

### Monchique
| Partido                 | Partido                        | Votos | %               | +/-   |
| ----------------------- | ------------------------------ | ----- | --------------- | ----- |
|                         | Partido Socialista             | 2 590 | 50,81 / 100,00  | 17,82 |
|                         | Partido Social Democrata       | 1 671 | 32,78 / 100,00  | 20,64 |
|                         | Coligação Democrática Unitária | 302   | 5,93 / 100,00   | 0,74  |
|                         | Partido Popular                | 254   | 4,98 / 100,00   | 3,29  |
|                         | Outros                         | 136   | 2,66 / 100,00   |       |
| Votos Inválidos         | Votos Inválidos                | 144   | 2,83 / 100,00   | 0,31  |
| Total                   | Total                          | 5 097 | 100,00 / 100,00 |       |
| Eleitorado/Participação | Eleitorado/Participação        | 7 301 | 69,81 / 100,00  | 1,78  |

### Olhão
| Partido                 | Partido                        | Votos  | %               | +/-   |
| ----------------------- | ------------------------------ | ------ | --------------- | ----- |
|                         | Partido Socialista             | 9 350  | 48,83 / 100,00  | 18,42 |
|                         | Partido Social Democrata       | 5 428  | 28,35 / 100,00  | 23,06 |
|                         | Partido Popular                | 2 060  | 10,76 / 100,00  | 7,29  |
|                         | Coligação Democrática Unitária | 1 416  | 7,39 / 100,00   | 0,56  |
|                         | Outros                         | 537    | 2,80 / 100,00   |       |
| Votos Inválidos         | Votos Inválidos                | 358    | 1,87 / 100,00   | 0,27  |
| Total                   | Total                          | 19 149 | 100,00 / 100,00 |       |
| Eleitorado/Participação | Eleitorado/Participação        | 31 826 | 60,17 / 100,00  | 2,08  |

### Portimão
| Partido                 | Partido                        | Votos  | %               | +/-   |
| ----------------------- | ------------------------------ | ------ | --------------- | ----- |
|                         | Partido Socialista             | 11 940 | 50,78 / 100,00  | 20,12 |
|                         | Partido Social Democrata       | 6 262  | 26,63 / 100,00  | 24,06 |
|                         | Partido Popular                | 2 364  | 10,05 / 100,00  | 7,03  |
|                         | Coligação Democrática Unitária | 1 824  | 7,76 / 100,00   | 0,43  |
|                         | Outros                         | 664    | 2,82 / 100,00   |       |
| Votos Inválidos         | Votos Inválidos                | 457    | 1,94 / 100,00   | 0,21  |
| Total                   | Total                          | 23 511 | 100,00 / 100,00 |       |
| Eleitorado/Participação | Eleitorado/Participação        | 35 851 | 65,58 / 100,00  | 2,15  |

### São Brás de Alportel
| Partido                 | Partido                        | Votos | %               | +/-   |
| ----------------------- | ------------------------------ | ----- | --------------- | ----- |
|                         | Partido Socialista             | 2 401 | 50,38 / 100,00  | 14,28 |
|                         | Partido Social Democrata       | 1 609 | 33,76 / 100,00  | 17,32 |
|                         | Coligação Democrática Unitária | 263   | 5,52 / 100,00   | 1,36  |
|                         | Partido Popular                | 253   | 5,31 / 100,00   | 3,38  |
|                         | Outros                         | 114   | 2,39 / 100,00   |       |
| Votos Inválidos         | Votos Inválidos                | 126   | 2,64 / 100,00   | 0,80  |
| Total                   | Total                          | 4 766 | 100,00 / 100,00 |       |
| Eleitorado/Participação | Eleitorado/Participação        | 7 268 | 65,58 / 100,00  | 2,71  |

### Silves
| Partido                 | Partido                        | Votos  | %               | +/-     |
| ----------------------- | ------------------------------ | ------ | --------------- | ------- |
|                         | Partido Socialista             | 8 639  | 48,34 / 100,00  | 18,77   |
|                         | Partido Social Democrata       | 4 895  | 27,39 / 100,00  | 20,46   |
|                         | Coligação Democrática Unitária | 2 119  | 11,86 / 100,00  | 1,18    |
|                         | Partido Popular                | 1 105  | 6,18 / 100,00   | 3,35    |
|                         | PCTP/MRPP                      | 237    | 1,33 / 100,00   | Estável |
|                         | Outros                         | 422    | 2,35 / 100,00   |         |
| Votos Inválidos         | Votos Inválidos                | 455    | 2,55 / 100,00   | 0,06    |
| Total                   | Total                          | 17 872 | 100,00 / 100,00 |         |
| Eleitorado/Participação | Eleitorado/Participação        | 27 769 | 64,36 / 100,00  | 2,08    |

### Tavira
| Partido                 | Partido                        | Votos  | %               | +/-   |
| ----------------------- | ------------------------------ | ------ | --------------- | ----- |
|                         | Partido Socialista             | 6 831  | 51,45 / 100,00  | 19,31 |
|                         | Partido Social Democrata       | 3 994  | 30,08 / 100,00  | 22,41 |
|                         | Partido Popular                | 1 009  | 7,60 / 100,00   | 4,51  |
|                         | Coligação Democrática Unitária | 622    | 4,68 / 100,00   | 0,50  |
|                         | Outros                         | 432    | 3,27 / 100,00   |       |
| Votos Inválidos         | Votos Inválidos                | 389    | 2,93 / 100,00   | 0,37  |
| Total                   | Total                          | 13 277 | 100,00 / 100,00 |       |
| Eleitorado/Participação | Eleitorado/Participação        | 21 103 | 62,92 / 100,00  | 1,60  |

### Vila do Bispo
| Partido                 | Partido                        | Votos | %               | +/-   |
| ----------------------- | ------------------------------ | ----- | --------------- | ----- |
|                         | Partido Socialista             | 1 627 | 53,12 / 100,00  | 21,55 |
|                         | Partido Social Democrata       | 704   | 22,98 / 100,00  | 20,09 |
|                         | Coligação Democrática Unitária | 285   | 9,30 / 100,00   | 0,80  |
|                         | Partido Popular                | 238   | 7,77 / 100,00   | 5,42  |
|                         | PCTP/MRPP                      | 36    | 1,18 / 100,00   | 0,06  |
|                         | União Democrática Popular      | 36    | 1,18 / 100,00   | -     |
|                         | Outros                         | 49    | 1,60 / 100,00   |       |
| Votos Inválidos         | Votos Inválidos                | 88    | 2,88 / 100,00   | 0,54  |
| Total                   | Total                          | 3 063 | 100,00 / 100,00 |       |
| Eleitorado/Participação | Eleitorado/Participação        | 4 621 | 66,28 / 100,00  | 1,22  |

### Vila Real de Santo António
| Partido                 | Partido                        | Votos  | %               | +/-   |
| ----------------------- | ------------------------------ | ------ | --------------- | ----- |
|                         | Partido Socialista             | 5 045  | 51,03 / 100,00  | 17,95 |
|                         | Partido Social Democrata       | 2 107  | 21,31 / 100,00  | 19,98 |
|                         | Coligação Democrática Unitária | 1 801  | 18,22 / 100,00  | 1,69  |
|                         | Partido Popular                | 530    | 5,36 / 100,00   | 3,27  |
|                         | Outros                         | 244    | 2,46 / 100,00   |       |
| Votos Inválidos         | Votos Inválidos                | 159    | 1,61 / 100,00   | 0,20  |
| Total                   | Total                          | 9 886  | 100,00 / 100,00 |       |
| Eleitorado/Participação | Eleitorado/Participação        | 14 720 | 67,16 / 100,00  | 0,95  |